# Lincoln Chafee
Lincoln Davenport Chafee (Providence, 26 marzo 1953) è un politico statunitense, governatore del Rhode Island dal 2011 al 2015 e in precedenza senatore per lo stesso stato dal 1999 al 2007.

## Biografia
Nato a Providence, Chafee crebbe in una famiglia molto attiva politicamente e suo padre John ricoprì molte cariche come membro del Partito Repubblicano. Dopo gli studi all'Università Brown, Lincoln Chafee svolse per sette anni il mestiere di maniscalco, finché negli anni ottanta decise di entrare anche lui in politica.
Dopo essere stato eletto all'interno del consiglio comunale della sua città, Chafee ne divenne sindaco nel 1992. Nel 1999 annunciò la propria candidatura per il seggio del Senato occupato da suo padre, il quale aveva annunciato il proprio ritiro al termine del mandato. Quest'ultimo tuttavia morì improvvisamente prima di portare a termine il mandato e quindi, in base alla costituzione dello Stato, il governatore del Rhode Island aveva il compito di nominare un sostituto temporaneo che occupasse il seggio fino alle nuove elezioni. L'allora governatore, Lincoln Almond, decise di nominare Chafee come sostituto del defunto padre e l'uomo riuscì anche a vincere le elezioni che si tennero l'anno successivo.
Nel 2006 Chafee chiese agli elettori un altro mandato, ma venne sconfitto con ampio margine dal candidato democratico Sheldon Whitehouse. La débâcle elettorale portò Chafee ad entrare in contrasto con la dirigenza del suo partito e nel settembre del 2007 l'uomo lasciò il partito per divenire un indipendente. In occasione delle presidenziali del 2008, Chafee espresse pubblicamente il suo sostegno a favore del candidato democratico Barack Obama.
Nel 2010 Chafee si candidò alla carica di governatore come indipendente e riuscì ad essere eletto con una larga maggioranza di voti. Tre anni dopo annunciò la sua entrata nel Partito Democratico e qualche mese dopo rese nota la sua intenzione di non chiedere un altro mandato da governatore.
A livello ideologico, Chafee è da sempre considerato un liberale sui temi sociali, anche quando era ancora un repubblicano.
Il 3 giugno 2015 annuncia la corsa alle Primarie democratiche come Presidente degli Stati Uniti d'America. Il 23 ottobre 2015 si ritira dalla corsa dopo che i sondaggi lo davano tra l'1 e il 2% ed una scarsa raccolta fondi, diventando il secondo ad abbandonare il campo della corsa democratica per le elezioni dopo Jim Webb, ritiratosi tre giorni prima.